# CRH plc
A CRH é um grupo internacional de negócios diversificados de materiais de construção com sede em Dublin, Irlanda. Fabrica e fornece uma vasta gama de produtos para a indústria da construção. O grupo foi formado por meio de uma fusão em 1970 de duas empresas públicas irlandesas líderes, Cement Limited (estabelecida em 1936) e Roadstone Limited (1949). As principais cotações da CRH estão na Bolsa de Valores de Londres (onde é constituinte do Índice FTSE 100) e na Euronext Dublin (onde é constituinte do ISEQ 20).
A empresa tem sido amplamente criticada por políticos e pela mídia por comportamento monopolista e fixação de preços.

## História

### 1970-1980: formação e listagens
O nome da empresa é uma abreviatura de Cement Roadstone Holdings, e foi formada através da fusão em 1970 da Cement Ltd (criada em 1936) e da Roadstone Ltd (criada em 1949). De acordo com Jonathan Guthrie do Financial Times, é pronunciado "Cee Orr Haitch". A empresa abriu seu capital na Bolsa de Valores da Irlanda em 1973.
A CRH entrou nos Estados Unidos em 1978, comprando a Amcor, um grupo de produtos de concreto em Utah, que formaria a base da divisão americana da empresa, agora chamada Oldcastle Inc. As grandes compras subsequentes nos EUA incluíram a Callanan Industries, uma produtora de agregados e asfalto do Estado de Nova Iorque em 1985. Em 1987, a CRH foi listada como constituinte do Índice FTSE 100.

### 1990: primeiras aquisições na Europa e nos EUA
Na década de 1990, a empresa mudou-se para a França com uma série de compras, incluindo Raboni SA, uma empresa comercial de construtores e sistemas de drenagem e grupo de fabricação de abóbadas de concreto Prefaest SA.
Em 1995, a CRH fez sua primeira entrada em mercados novos ou emergentes quando comprou a Holding Cement Polski, que mais tarde ganhou o controle majoritário da Cementownia Ozarow, um dos maiores produtores de cimento da Polônia. Essa aquisição marcou a primeira operação de fabricação de cimento CRH fora da Irlanda. No final da década, a CRH contava com mais de uma dúzia de operações na Polônia e desde então investiu na produção de cimento na vizinha Ucrânia, mais recentemente com o anúncio de um acordo para comprar a Mykolaiv Cement da rival Lafarge. Em 1999, a CRH comprou a Finnsementti Oy, o único produtor de cimento da Finlândia, e a Lohja Rudus Oy, o maior produtor finlandês de agregados e concreto pronto.
Na década de 1990, as aquisições da CRH nos EUA incluíram a Betco Block & Products Inc. de Bethesda, Maryland, em 1990. A CRH adquiriu a Balf Co. em Connecticut, Lebanon Rock na Pensilvânia, Keating em Massachusetts e Sullivan Lafarge no estado de Nova Iorque em 1994. Adquiriu a Allied Building Products, especializada em produtos para telhados e revestimentos e a Tilcon, uma grande especialista em construção de estradas no nordeste dos Estados Unidos em 1996.

### 2000-2010: aquisições posteriores

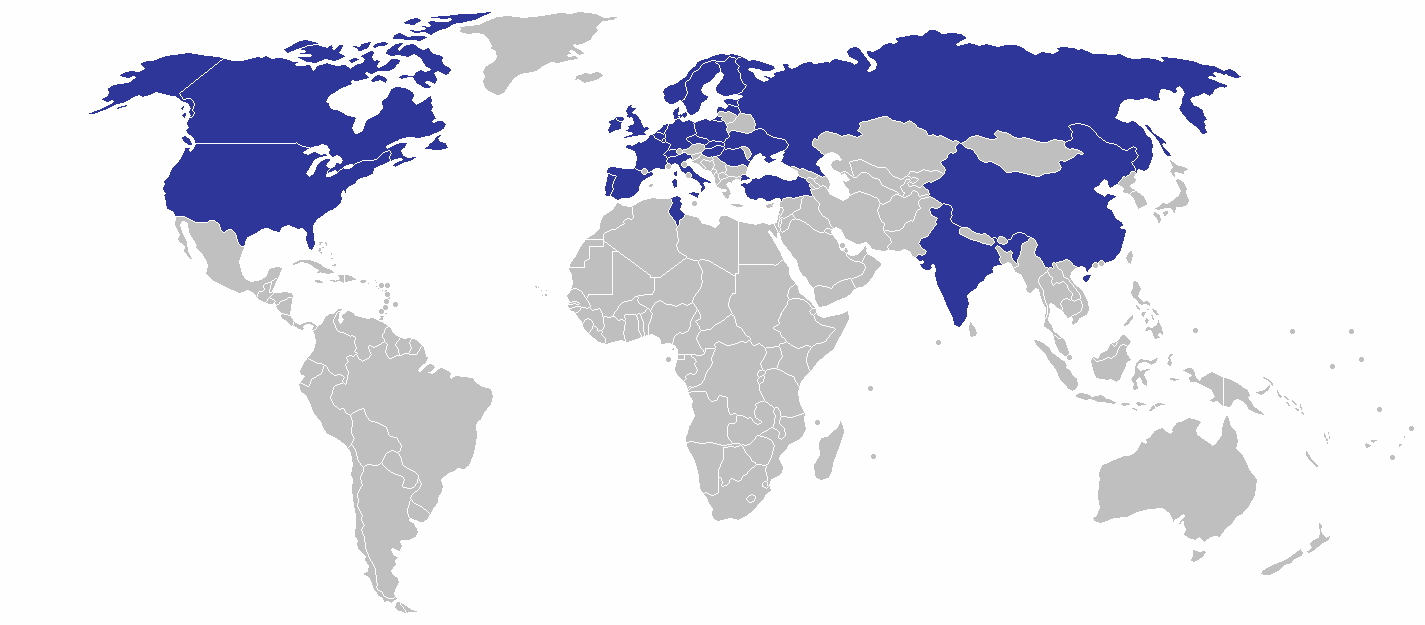
Locais de produção global da CRH em 2010

A empresa entrou na Suíça em 2000 com a compra do Jura Group por 425 milhões de euros, adicionando operações de cimento, concreto e agregados, bem como uma rede de distribuição regional. No ano seguinte, a CRH interessou-se pela Nesher Israel Cement Works, única produtora de cimento daquele país, ao adquirir uma participação de 25% na sua holding Mashav. Em julho de 2003, concordou em pagar 693 milhões de euros para adquirir a Cementbouw - uma cadeia de lojas do tipo faça você mesmo e produtora de materiais de construção na Holanda. Em 2004, a CRH pagou 429 milhões de euros para adquirir uma participação de 49 por cento na produtora portuguesa de cimento Secil. Vendeu essa participação novamente em 2012 por 574 milhões de euros após uma decisão sobre uma disputa de acionistas por um tribunal de arbitragem da Câmara de Comércio Internacional com sede em Paris.
Nos Estados Unidos, a CRH adquiriu o Shelly Group de Ohio em 2000, e a CRH adquiriu a Mount Hope Rock Products, com sede em Nova Jersey em 2002 e a Ashland Paving And Construction (APAC) de Atlanta em 2006. APAC foi o maior negócio da empresa. Em 2007, a CRH comprou quatro empresas no valor total de US$ 350 milhões (€ 251 milhões) para adicionar à sua divisão de materiais nos EUA: essas empresas são a Conrad Yelvington Distributors Inc. (CYDI), Eugene Sand & Gravel, Cessford Construction e McMinn's Asphalt and Prospect Agrregates. Também em 2008, a CRH concordou em comprar uma pavimentadora de paisagem, Pavestone, por US$ 540 milhões.
Em 2006 a CRH investiu em uma fábrica de cimento com sede na região de Heilongjiang na China. Ele construiu essa presença adquirindo uma participação de 26% no Jilin Yatai Group e uma opção para adquirir 49% no futuro. Em 2008, a CRH concordou em comprar uma participação de 50% na empresa de cimento indiana My Home Industries Ltd. por € 290 milhões (US$ 452 milhões).

### 2011–2019: Américas, Europa e mercados emergentes

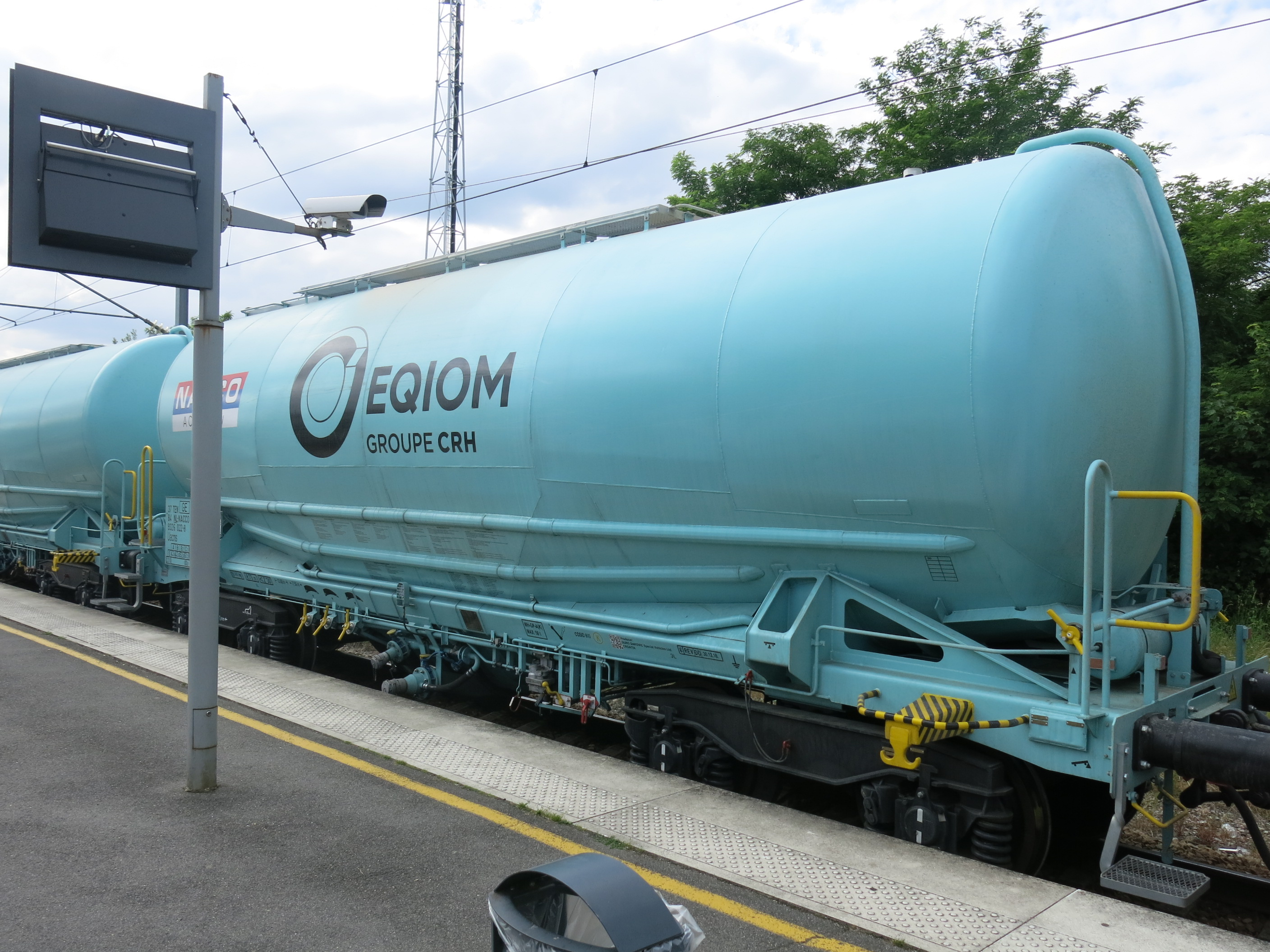
Vagão de transporte de cimento da filial francesa (EQIOM)

A CRH confirmou em 2013 que estava interessada em buscar outras oportunidades na Índia. Em 2015, a CRH permaneceu listada em Londres e Dublin. Em fevereiro de 2015, a CRH concordou em comprar a Lafarge Tarmac, produtora de materiais de construção do Reino Unido. Em 2015, a CRH comprou US$ 6,5 bilhões em ativos da recém-formada empresa LafargeHolcim . A aquisição quase triplicou a dívida líquida da CRH, elevando-a para € 6,6 bilhões. A aquisição da LafargeHolcim tornou a CRH "o terceiro maior grupo de materiais de construção do mundo em valor de mercado". Uma semana depois que o CEO Albert Manifold anunciou que a CRH estava procurando aquisições em grande escala, em agosto de 2015, a CRH pagou US$ 1,3 bilhão pela CR Laurence, uma empresa de vidros com sede na Califórnia. Na época, a CRH já tinha um negócio semelhante na América do Norte chamado BuildingEnvelope, com 4.500 funcionários, que disse que iria integrar com a CRH. Em novembro de 2015, a CRH estava obtendo cerca de um quinto de seus ganhos operacionais da infraestrutura dos EUA.
Em junho de 2016, o Financial Times informou que a CRH obteve duas vezes mais lucro nas Américas do que na Europa. A partir de novembro de 2016, metade do asfalto, agregados e materiais diversos vendidos foi para os Estados Unidos. Com sede em Dublin, a CRH era a maior produtora de asfalto dos EUA e a terceira maior produtora de concreto pronto. As vendas para 2016 foram de € 27,1 bilhões, um aumento de 15% em relação ao ano anterior. O lucro após impostos foi de € 1,3 bilhão. Em abril de 2017, o Irish Times observou que o pacote do executivo-chefe Albert Manifold quase dobrou em 2016 para € 10 milhões, apesar do desacordo entre os acionistas no ano anterior sobre o pagamento. Em 27 de abril de 2017, a CRH era a maior empresa da Irlanda. O executivo-chefe foi Albert Manifold. Naquele trimestre, as vendas aumentaram em suas três divisões na Europa, enquanto a unidade de materiais das Américas também teve vendas maiores. Na época, fazia 65% de seus negócios nas Américas, enquanto o mercado nas Filipinas se mostrava "desafiador" e pesava no desempenho na Ásia. Em 27 de abril de 2017, a CRH realizou sua assembleia geral anual em Dublin, na qual 17% dos acionistas votaram contra a estrutura de remuneração dos executivos da empresa. No ano anterior, 40% votaram contra. Na reunião, o presidente Nick Hartery observou que o preço das ações da empresa aumentou 80% desde 2014. Também em abril de 2017, foi relatado que a CRH esperava fazer uma aquisição em larga escala em 2018. Na época, no início do ano, a CRH gastou € 500 milhões em oito aquisições. No início de maio de 2017, a BlackRock aumentou sua participação na CRH plc. Também em 2017, a CRH vendeu a Allied Building Products para a Beacon Roofing Supply por US$ 2,6 bilhões. No final de 2017, a maior aquisição foi a Fels-Werke GmbH, uma empresa alemã líder em cal e agregados com 1 bilhão de toneladas de reservas de calcário de alta qualidade, 11 locais de produção, nove na Alemanha e um na República Tcheca e na Rússia.
Em 2018, a CRH adquiriu Ash Grove Cement.
Em julho de 2019, a CRH anunciou que estava vendendo seu braço de distribuição europeu para a Blackstone, uma empresa de investimentos dos EUA, por € 1,64 bilhão.

## Produtos
Os produtos da empresa são os seguintes:
| Materiais pesados                                                                                            | Produtos Lightside | Distribuição |
| --- | --- | --- |
| - Agregados - Cimento - Asfalto - Mistura de concreto pronta - Concreto arquitetônico - Concreto pré-moldado | - Sistemas de vidro e envidraçamento - Acessórios de construção - Persianas e toldos - Produtos de proteção de perímetro - Produtos de acesso à rede | - Comerciantes de construtores em geral - Instalações sanitárias, de aquecimento e de canalização - Lojas de bricolage (faça você mesmo) |

## Governança e estrutura operacional

### Sede e diretoria
A CRH está registrada na Irlanda e sediada em Dublin, Irlanda. Tem um conselho de 11 membros:
Dois Diretores são executivos do Grupo.
- Albert Manifold, CEO (Irlanda)
- Jim Mintern Group Diretor Financeiro (Irlanda)

Cada um dos nove restantes ocupa o cargo de Diretor Não Executivo.
- Nicky Hartery, Presidente (Irlanda)
- Patrick Kennedy (Irlanda)
- Heather Ann McSharry (Irlanda)
- Gillian Platt (Canadá)
- Lucinda Riches (Reino Unido)
- Henk Rottinghuis (Holanda)
- Willian Teuber (EUA)
- Donald A. McGovern, Jr., Diretor Independente Sênior[47] (EUA)

Mark Towe (presidente, CRH Americas) se aposentou do conselho da plc em 31 de dezembro de 2016.

### Estrutura e divisões
O CRH está estruturado em quatro atividades:
- Materiais pesados (incluindo cimento, agregados, concreto)
- Produtos pesados (como produtos de concreto pré-moldado)
- Produtos Lightside (acessórios de construção, vidros e sistemas envidraçados, vedações, entre outros)
- Distribuição (redes de comerciantes construtores)

A holding das operações americanas da CRH é a Oldcastle, Inc.
As empresas operacionais da CRH incluem:
- Oldcastle APG
- C.R. Laurence Co., Inc.
- De Ruwbouw Groep (DRBG)
  - Calduran
  - Dycore
  - Heembeton
- Oldcastle BuildingEnvelope
- Oldcastle Infrastructure
- Tarmac
- Irish Cement
- Roadstone
- Rudus
- HALFEN
- Ancon
- Cementbouw
- Bauking (sold to Blackstone)
- BMN Bouwmaterialen
- Raboni
- Eqiom
- Tilcon
- The Shelly Company
- Polbruk
- Sigco
- Ash Grove Cement Company

## Desempenho financeiro
Segue um resumo dos dados financeiros:
| €m                                 | 2021   | 2020   | 2019   | 2018   | 2017   | 2016   | 2015   | 2014   | 2013   | 2012   | 2011   | 2010   | 2009   | 2008   | 2007   | 2006   | 2005   | 2004   |
| ---------------------------------- | ------ | ------ | ------ | ------ | ------ | ------ | ------ | ------ | ------ | ------ | ------ | ------ | ------ | ------ | ------ | ------ | ------ | ------ |
| Receita                            | 30,981 | 27,587 | 25,129 | 26,790 | 27,563 | 27,104 | 23,635 | 18,912 | 18,031 | 18,659 | 18,081 | 17,173 | 17,373 | 20,887 | 20,992 | 18,737 | 14,449 | 12,755 |
| EBITDA                             | 5,350  | 4,630  | 4,000  | 3,365  | 3,310  | 3,130  | 2,219  | 1,641  | 1,475  | 1,640  | 1,656  | 1,615  | 1,803  | 2,665  | 2,860  | 2,456  | 1,957  | 1,740  |
| Depreciação                        | 1,691  | 1,624  | 1,442  | 1,071  | 1,006  | 1,032  | 887    | 680    | 725    | 748    | 742    | 786    | 794    | 781    | 739    | 664    | 556    | 516    |
| Amortização                        | 74     | 743    | 64     | 117    | 66     | 71     | 55     | 44     | 650    | 47     | 43     | 131    | 54     | 43     | 35     | 25     | 9      | 4      |
| EBIT                               | 3,585  | 2,263  | 2,494  | 2,177  | 2,238  | 2,027  | 1,277  | 917    | 100    | 845    | 871    | 698    | 955    | 1,841  | 2,086  | 1,767  | 1,392  | 1,220  |
| Lucro nas alienações               | 119    | 9      | (1)    | (24)   | 59     | 55     | 101    | 77     | 26     | 230    | 55     | 55     | 26     | 69     | 57     | 40     | 20     | 11     |
| Lucro antes dos custos financeiros | 3,704  | 2,272  | 2,493  | 2,153  | 2,297  | 2,082  | 1,378  | 994    | 126    | 1,075  | 926    | 753    | 981    | 1,910  | 2,143  | 1,807  | 1,412  | 1,231  |
| Custos financeiros (líquidos)      | (417)  | (490)  | (438)  | (351)  | (349)  | (383)  | (389)  | (288)  | (297)  | (289)  | (257)  | (247)  | (297)  | (343)  | (303)  | (252)  | (159)  | (146)  |
| Associados                         | 55     | (118)  | 60     | 60     | 65     | 42     | 44     | 55     | (44)   | (112)  | 42     | 28     | 48     | 61     | 64     | 47     | 26     | 19     |
| Lucro antes dos impostos           | 3,342  | 1,664  | 2,115  | 1,862  | 2,013  | 1,741  | 1,033  | 761    | (215)  | 674    | 711    | 534    | 732    | 1,628  | 1,904  | 1,602  | 1,279  | 1,104  |
| Imposto de Renda                   | (721)  | (499)  | (477)  | (426)  | (94)   | (471)  | (304)  | (177)  | (80)   | (120)  | (114)  | (95)   | (134)  | (366)  | (466)  | (378)  | (273)  | (232)  |
| Lucro depois do imposto            | 2,621  | 1,165  | 1,638  | 1,436  | 1,919  | 1,270  | 729    | 584    | (295)  | 554    | 597    | 439    | 598    | 1,262  | 1,438  | 1,224  | 1,006  | 872    |

## Controvérsia

### Acusações de cartel

#### Polônia
Na Polônia, em 2007, a CRH foi multada em € 530.000 pela Comissão de Defesa da Concorrência e do Consumidor da Polônia por interferir nas evidências de que as autoridades polonesas estavam reunindo para uma investigação de fixação de preços. Em 2009, o Grupa Ożarów (no qual a CRH investiu pela primeira vez em 1995) foi multado em 26 milhões de euros por operar um cartel de fixação de preços na Polônia. O Regulador da Concorrência Polaco afirmou que sete empresas, que representam quase 100 por cento do mercado, fixaram preços mínimos para o cimento cinzento e acordaram uma quota de mercado para cada operador. A CRH declarou acreditar que Ozarów operava uma política comercial independente na Polônia e a multa foi apelada.

#### Irlanda
Na Irlanda, em 1994, a Irish Cement Limited, uma subsidiária integral da CRH, foi determinada pela Comissão Europeia a fazer parte do cartel de fixação de preços e compartilhamento de mercado em toda a Europa, que disse ter inflado ilegal e artificialmente o preço do cimento em todo o continente. Foi aplicada uma coima superior a 3,5 milhões de euros. Na Irlanda, em 1996, foram iniciados processos do Tribunal Superior contra a CRH, suas subsidiárias e dois concorrentes, nos quais os demandantes acusaram a CRH e os outros de operar um cartel e empregar uma estratégia de despejo ilegal e anticompetitiva para colocá-los fora do negócio. Em 2012, a CRH solicitou com sucesso que a ação fosse julgada improcedente com base no "atraso desordenado e indesculpável" na apresentação de qualquer prova no caso. Essa decisão foi apelada para o Supremo Tribunal em 2012. No momento do recurso, verificou-se que o juiz presidente do processo era titular de algumas ações da CRH e foi obrigado a renunciar. A partir de 2012, a indústria irlandesa de cimento e concreto em geral estava sob investigação pela Autoridade de Concorrência Irlandesa.

#### Estados Unidos
Em 2006, um processo antitruste foi aberto na Califórnia contra a subsidiária da CRH Oldcastle Precast e três afiliadas da AT&T. Os réus foram acusados de restringir o comércio de forma irracional e conspirar para monopolizar cofres telefônicos para conexões de linhas terrestres. Os queixosos contestaram um contrato que exigia que os desenvolvedores comprassem o produto Oldcastle Precast para propriedades atendidas pela infraestrutura da AT&T. Eles alegaram que o acordo levou a Oldcastle Precast a capturar as vendas de cofres elétricos pré-fabricados no norte da Califórnia, que muitas vezes eram colocados simultaneamente com estruturas telefônicas. Em 2010, um Tribunal de Apelação dos Estados Unidos decidiu que o advogado do autor não havia fornecido provas suficientes para mostrar que os réus prejudicaram a concorrência nos mercados de cofres telefônicos da Califórnia e Nevada.
Em outubro de 2009, uma ação coletiva de fixação de preços de cimento e concreto foi movida na Flórida contra a Oldcastle Materials e outros. A ação alegava que os réus eliminaram a concorrência no mercado de cimento e concreto cobrando preços artificialmente altos pelo menos no período de 2000 a 2009. A alegação alegou ainda que a conspiração foi facilitada por meio de reuniões pessoais, conversas telefônicas e outras comunicações. Em 2008, os réus anunciaram aumentos uniformes de preços para concreto e cimento, elevando seus preços ao mesmo nível ao mesmo tempo, alega a ação. Então, em setembro, várias empresas acusadas reduziram o preço do concreto em um esforço para atrair clientes para longe de empresas independentes de concreto. A ação afirmava que as práticas alegadas na indústria de cimento e concreto eram claramente ilegais. Em 2012, o caso foi resolvido por termos não divulgados.
Abril de 2014, "ridiculamente perigoso" foi a descrição aplicada a uma zona de construção da Oldcastle Materials em Cleveland, Ohio, em um processo de homicídio culposo sobre a morte de Randy Roginski em 27 de julho de 2010. A família do falecido recebeu US$ 19 milhões em indenização e a Shelly Company, relacionada ao CRH, recebeu US$ 20 milhões em danos punitivos.

### Outras alegações

#### Polônia
Em 2005, um empresário polonês, Marek Dochnal, alegou a um Inquérito Parlamentar Polonês que ele havia providenciado um suborno de quase US $ 1 milhão para a CRH a um ex-ministro da privatização, Wieslaw Kaczmarek, em conexão com a privatização de uma fábrica de cimento em Ozarow, na Polônia central, em 1995. A CRH, que agora é proprietária e opera a fábrica de cimento em Ozarow, disse que as alegações são "sem fundamento".
Também foi revelado em 2005, que a CRH contribuiu com € 125.000 para uma instituição de caridade fundada pela esposa do presidente da Polônia, Jolanta Kwasniewska. Tanto o CRH quanto a primeira-dama polonesa negaram qualquer motivo sinistro por trás da transação.

#### Irlanda
Em 2003, o CRH foi acusado de fazer pagamentos ao ex-Taoiseach (Primeiro Ministro) da Irlanda, Charles J. Haughey, quando surgiram detalhes de como Haughey recebia pagamentos de várias empresas e empresários em troca de favores políticos. Em 1969, a Roadstone Ltd (CRH) vendeu 80 acres de terra para Haughey, o então Ministro das Finanças, por £ 120.000. Em 1973, Haughey vendeu 17,5 acres daquela terra de volta à CRH por £ 140.000. Em quatro anos, Haughey teve um lucro líquido de £ 20.000 e 62,5 acres às custas da CRH. Charles J. Haughey foi oferecido a presidência do CRH em 1972.

#### Banco Ansbacher
A existência de contas offshore ilegais surgiu pela primeira vez em 1997, durante o Tribunal McCracken, criado para investigar relatórios de pagamentos secretos ao ex-Taoiseach (primeiro-ministro irlandês) Charles Haughey e ao ex-ministro Michael Lowry.
O banco foi fundado na década de 1970 e estava sendo administrado por Des Traynor, que foi presidente do CRH de 1989 a 1994 e que administrou seu banco durante esse período na sede do CRH na Fitzwilliam Square de Dublin, onde a empresa forneceu um escritório para seu presidente. Traynor também foi financiador pessoal de Charles Haughey.
Durante a investigação, materializou-se que o juiz Moriarty detinha aproximadamente £ 500.000 em ações da CRH e, embora isso, em sua opinião, o impedisse de investigar certos assuntos relacionados à CRH, ele não estava, disse ele, impedido de investigar atividades bancárias realizadas nos escritórios de Des Traynor na Fitzwilliam Square. A crítica foi colocada sobre os encarregados de nomear Moriarty devido à sua participação acionária.
Em 1999, como evidência na escala das contas Ansbacher cresceu Tánaiste (Vice-Primeiro Ministro Irlandês) e a Ministra do PD Mary Harney pediu ao Supremo Tribunal para nomear inspetores que pudessem identificar os titulares das contas.
O relatório dos Inspetores do Tribunal Superior foi publicado em 2002. Constatou-se que oito dos quinze diretores do CRH detinham contas da Ansbacher, incluindo quatro ex-presidentes. Também concluiu (Capítulo 15, p. 189) que "não se pode dizer que a CRH como corporação tenha conscientemente auxiliado na realização das atividades da Ansbacher na Irlanda".
Após a publicação do relatório, o CRH reconheceu publicamente que seu então presidente havia "usado indevidamente suas instalações e pessoal", o que "representava uma grave quebra de confiança do Sr. Traynor".

#### Venda de terras de Glen Ding
Em 1998, o Dáil Éireann (Parlamento da Irlanda) votou contra uma investigação sobre por que um ativo com potencial para produzir um rendimento de £ 48 milhões em termos de reservas de areia e cascalho foi vendido à Roadstone, uma empresa subsidiária da CRH, sem concurso público para £ 1,25 milhão em 1991.
Muitos membros da oposição no parlamento expressaram preocupação de que, no momento da venda, Charles J. Haughey fosse Taoiseach e seu financista Des Traynor fosse presidente do CRH. Dáil Éireann votou para não investigar se a CRH havia doado fundos para qualquer partido político ou político antes ou depois da compra de Glen Ding.
O Controlador e Auditor Geral do Estado conduziu uma investigação sobre a venda e descobriu que a oferta concorrente ficou "muito aquém" da oferta da Roadstone e que "O Departamento agiu sempre no melhor interesse comercial do Estado" (Seção 9.6). Também observou "embora seja improvável que a oferta da Roadstone tenha sido melhorada. A atracção de concluir a venda a um preço considerado bom superou o imperativo de agir com imparcialidade, princípio básico quando o Estado está a fazer negócios". Foi observado pelo Contabilista do Departamento que a oferta da Roadstone "foi mais de 50% acima da única oferta alternativa recebida", que outro licitante "teve todas as oportunidades" para fazer uma oferta melhor e isso devido a atrasos subsequentes e problemas de planejamento. "Em retrospecto, o negócio provou ser excepcional".
A transação de Glen Ding foi investigada pelo Tribunal Moriarty, que em 2006 relatou sua conclusão "de que não havia conexão, direta ou indireta, entre Charles Haughey e qualquer aspecto dessa alienação, nem qualquer conexão entre a operação das contas Ansbacher e qualquer aspecto da eliminação."

#### Crítica pública
Em 2005, a oposição TD (Teachta Dála - membro do parlamento irlandês) Phil Hogan, que mais tarde se tornou Ministro do Meio Ambiente (2011 - ), afirmou no Dáil Éireann que "há um problema generalizado com a concorrência nesta economia... No caso da CRH, os lucros foram extraídos da economia irlandesa por meio de uma estrutura industrial complexa que é anticoncorrencial e anticonsumidor. O Tribunal de Primeira Instância Europeu e, finalmente, o Tribunal de Justiça Europeu confirmaram as conclusões de comportamento anticoncorrencial grave contra o CRH e outros. Enquanto a Suécia, Finlândia, Reino Unido, França e Alemanha já cobraram multas enormes contra a indústria de cimento, a resposta da Irlanda foi um silêncio de pedra."
Em 2011, TD Shane Ross, um crítico repetido da CRH como jornalista, afirmou que a CRH o "perturba" e questionou por que não houve investigação da CRH na Irlanda, considerando as conclusões adversas feitas contra a empresa em outros lugares.